# Raimundos
Raimundos – brazylijski zespół wykonujący muzykę z gatunku punk rock, hardcore oraz metal alternatywny, powstały w 1987 roku w Brasílii. Muzycy wykazują się specyficznym poczuciem humoru, nawiązując w tekstach do seksualności czy też skatologii poprzez ich dwuznaczność.

## Historia
Grupa nagrała swoją pierwszą płytę demo w 1993 roku, zyskując zaproszenia do brazylijskiej MTV oraz na festiwale takie jak Juntatribo czy M2000 Summer Concerts, gdzie zdobyli narodową sławę, grając przed 80-tysięczną widownią. Rok później ukazał się pierwszy album Raimundos promowany przez singiel Selim w radiach. W 1995 rozpoczęli międzynarodowe trasy koncertowe wraz z wydaniem drugiej studyjnej płyty Lavô Tá Novo. W czasie trasy trzeciego albumu – Lapadas Do Povo – doszło do tragicznego wypadku, w którym zginęło ośmiu fanów zespołu. Raimundos wrócił na scenę dwa miesiące później. Przed wydaniem Só No Forévis w 1999 roku skradziono 100 tysięcy pierwszych kopii albumu, co przesunęło datę wydania o tydzień. Singiel Mulher de Fases wygrał nagrodę roku Escolha da Audiência.
W 2001 roku zespół opuścił główny wokalista Rodolfo Abrantes, będąc zastąpionym przez dotychczasowego wokalistę wspierającego i wcześniejszego perkusistę Digão. Od tego czasu Raimundos nagrał trzy studyjne albumy – Éramos Quatro (2001), Kavookavala (2002) oraz po dwunastoletniej przerwie Cantigas de Roda (2014).

## Muzycy

### Obecny skład zespołu
- Rodrigo "Digão" Aguiar Madeira Campos – wokal prowadzący (od 2001), gitara prowadząca (od 1992), wokal wspierający (1992–2001), perkusja (1987–1990)
- Marco "Marquim" Mesquita – gitara rytmiczna, gitara prowadząca, wokal wspierający (od 2001)
- José Henrique "Canisso" Campos Pereira – gitara basowa, wokal wspierający (1987–2002, od 2007)
- Caio Cunha – perkusja (od 2007)

### Były skład zespołu
- Rodolfo Abrantes – wokal prowadzący, gitara rytmiczna, instrumenty perkusyjne (1987–2001)
- Fred – perkusja (1992–2007)
- Alf – gitara basowa (2002–2007)

## Dyskografia

### Albumy studyjne
- (1994) Raimundos
- (1995) Lavô Tá Novo
- (1997) Lapadas Do Povo
- (1999) Só No Forévis
- (2001) Éramos Quatro
- (2002) Kavookavala
- (2014) Cantigas de Roda

### Albumy koncertowe
- (2000) MTV Ao Vivo
- (2011) Roda Viva
- (2014) Cantigas de Garagem
- (2017) Acústico[3]